# Престон (Канзас)
Престон (англ. Preston) — місто (англ. city) в США, в окрузі Претт штату Канзас. Населення — 115 осіб (2020).

## Географія
Престон розташований за координатами 37°45′30″ пн. ш. 98°33′20″ зх. д. / 37.75833° пн. ш. 98.55556° зх. д. (37.758295, -98.555478).  За даними Бюро перепису населення США в 2010 році місто мало площу 1,21 км², уся площа — суходіл. В 2017 році площа становила 1,13 км², уся площа — суходіл.

## Демографія
Згідно з переписом 2010 року, у місті мешкало 158 осіб у 67 домогосподарствах у складі 43 родин. Густота населення становила 130 осіб/км².  Було 82 помешкання (68/км²).
Расовий склад населення:
| - 98,1 % — білих - 1,3 % — чорних або афроамериканців - 0,6 % — корінних американців |

До двох чи більше рас належало 0,0 %. Частка іспаномовних становила 0,0 % від усіх жителів.
За віковим діапазоном населення розподілялося таким чином: 25,9 % — особи молодші 18 років, 58,3 % — особи у віці 18—64 років, 15,8 % — особи у віці 65 років та старші. Медіана віку мешканця становила 40,5 року. На 100 осіб жіночої статі у місті припадало 97,5 чоловіків;  на 100 жінок у віці від 18 років та старших — 91,8 чоловіків також старших 18 років.
Середній дохід на одне домашнє господарство  становив 40 707 доларів США (медіана — 36 875), а середній дохід на одну сім'ю — 49 857 доларів (медіана — 49 000). За межею бідності перебувало 6,9 % осіб, у тому числі 4,4 % дітей у віці до 18 років та 12,9 % осіб у віці 65 років та старших.
Цивільне працевлаштоване населення становило 84 особи. Основні галузі зайнятості: роздрібна торгівля — 36,9 %, освіта, охорона здоров'я та соціальна допомога — 16,7 %, транспорт — 9,5 %, виробництво — 9,5 %.